# Попйолкі (Ломжинський повіт)
Попйолкі (пол. Popiołki) — село в Польщі, у гміні Збуйна Ломжинського повіту Підляського воєводства.
Населення — 176 осіб (2011).
У 1975-1998 роках село належало до Ломжинського воєводства.

## Демографія
Демографічна структура станом на 31 березня 2011 року:
|          | Загалом | Допрацездатний вік | Працездатний вік | Постпрацездатний вік |
| -------- | ------- | ------------------ | ---------------- | -------------------- |
| Чоловіки | 84      | 23                 | 49               | 12                   |
| Жінки    | 92      | 18                 | 48               | 26                   |
| Разом    | 176     | 41                 | 97               | 38                   |